# コルネリュウス・カストリアディス

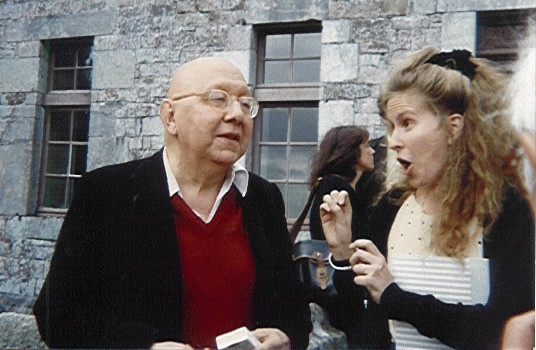
コルネリュウス・カストリアディス（1990年）

コルネリュウス・カストリアディス（ギリシア語: Κορνήλιος Καστοριάδης、英語: Cornelius Castoriadis、1922年3月11日 - 1997年12月26日）は、ギリシャ出身の哲学者、経済学者、精神分析学者。

## 生涯
コンスタンティノープル（現イスタンブール）で生まれてすぐに、トルコとの住民交換でアテネに移った。マルクス主義思想に触れ、政治に関心を抱くようになり、共産党の青年組織に、1941年にはギリシャ共産党に加わった。しかしすぐにトロツキストとなりナチスおよび共産党の双方から迫害を受けた。アテネ大学で政治学、経済学、法学の学位を取得した後、フランスのパリに渡りフランス学士院で研究生活に入った。フランスでもトロツキスト系の共産主義組織に参加したが、1948年に袂を分かつ。その後、クロード・ルフォールらと一緒にリバタリアニズム社会主義を標榜する組織を立ち上げ、雑誌 Socialisme ou Barbarie（『社会主義か野蛮か』）を創刊し、フランスの左翼知識人に大きな影響を与えた。と同時に経済官僚として経済協力開発機構（OECD）で働いていた。1970年にフランスの市民権を得た。1980年に社会科学高等研究院教授に就任した。

## 著作
- 『したこととすべきこと』、江口幹訳、法政大学出版局、2007年。
- 『意味を見失った時代』、江口幹訳、法政大学出版局、1999年。
- 『人間の領域』、米山親能ほか訳、法政大学出版局、1998年。
- 『細分化された世界』、宇京頼三訳、法政大学出版局、1995年。
- 『迷宮の岐路』、宇京頼三訳、法政大学出版局、1994年。
- 『想念が社会を創る―社会的想念と制度』、江口幹訳、法政大学出版局、1994年。
- 『社会主義か野蛮か』、江口幹訳、法政大学出版局、1990年。
- 『東欧の変革、私たちの変革』、江口幹訳、径書房、1990年。
- 『社会主義の再生は可能か―マルクス主義と革命理論』、江口幹訳、三一書房、1987年。

### 共著
- 『エコロジーから自治へ』、江口幹訳、緑風出版、1983年。